# Вальтер Рілла
Вальтер Рілла (22 серпня 1894 — 21 листопада 1980) — німецький кіноактор єврейського походження. З 1922 по 1977 рік він знявся у понад 130 фільмах. Помер у Розенхаймі, Німеччина.

## Кар'єра
Вальтер Рілла народився в Нойнкірхені, Німеччина. Він був сином залізничного інженера Фрідріха Вільгельма Рілла та його дружини Кароліниі. Він вчився у школі Fridericianum у Кенігсберзі та Кенігсберзькому університеті. Вивчав літературу, історію мистецтва та філософію у різних містах Німеччини: Кенігсберзі, Бреслау, Лозанні та Берліні.
Він працював журналістом у Neuesten Breslauer Nachrichten (Останні новини Бреслау). У 1919 році Рілла заснував літературний журнал Erde (Земля). У той час він був пов’язаний з Комуністичною партією, а пізніше, з лівою партією КАПД. З 1920 року працював редактором оповідань у Берлінському театрі. Рілла розпочав свою акторську кар'єру на театральній сцені в Німеччині, а згодом дебютував у кіно ще за часів німого кіно. Однією з його ранніх ролей стала участь у фільмі Фрідріха Вільгельма Мурнау «Фінанси великого князя» (1924). Після приходу до влади нацистської партії у 1933 році Рілла та його наречена, яка була єврейкою, емігрували до Великої Британії, де став постійним актором у британських фільмах, зазвичай виконуючи ролі аристократів або лиходіїв. Під час і після Другої світової війни він часто зображував нацистських офіцерів або агентів.
У 1950-х роках він повернувся до Західної Німеччини, де продовжив зніматися в кіно і на телебаченні, паралельно з ролями у британських стрічках. Рілла був батьком режисера Вольфа Рілли, який зняв його у фільмі «Каїр» (1963). У 1950-х роках він повернувся до Західної Німеччини, де продовжив зніматися в кіно і на телебаченні, паралельно з ролями у британських стрічках. Рілла був батьком режисера Вольфа Рілли, який зняв його у фільмі «Каїр» (1963).
Вальтер Рілла помер у Розенхаймі, Німеччина.

## Фільмографія
- Подорож Ганнеле на небо (1922) - Ангел смерті
- Падіння Єрусалима (1922) - Амоза, командир охорони
- Все за гроші (1923) - Генрі фон Лауффен
- Красива дівчина (1923) - Франц, син Геттів
- Фінанси великого князя (1924) - Луїс Ернандес
- В ім'я короля (1924)
- Стрибок у життя (1924) - Френк
- Монах із Сантарема (1924)
- Чорний страж (1925) - Майкл Кавиоль
- Лялька Луна-парку (1925)
- Вогонь любові (1925) - Гаральд Больштейн
- Ті, що внизу (1926) - Андре
- Таксі №3 (1926) -  Люсьен Ребут
- Скрипаль із Флоренції (1926) - Малер
- Чи маємо ми мовчати? (1926) - Доктор Георг Маутнер
- Одного разу у Травні (1926) - Фред В. Кітц
- Її Величність танцює вальс (1926)
- Жінка у розводі (1926) - Карел ван Ліссевеге, державний секретар
- Світ хоче бути обманутим (1926) - Доктор Стоун, Арзт
- Королева лазні (1926) - лорд Артур Блайт
- Як мені залишитися молодою та гарною?- Ехегехаймніссе (1926)
- Батальйон Спорк (1927) - Лейтенант фон Наугард
- Вас звинувачують дитячі душі (1927)
- Бідна маленька Коломбіна (1927) - Ернст Хонсель
- Білий павук (1927) - Лорд Беррімор
- У цей небезпечний вік (1927)- Йорген
- Східний експрес (1927) - Алан Вилтон
- Дон Хуана (1928) - Дон Хуана
- Саєнко Радянський (1928) - Міров, Секретар де Гандельсбюрос
- Справа Шорзігеля (1928) - Бернхард Бенда
- Ева у шовку (1928) - доктор Еріх Штірес
- Принцеса Олала (1928) - князь Борис, княжий син
- Остання ніч (1928) - Ернест
- Шануй свою матір (1928) - Фріц
- Викрадення сабінянок (1928) - Еміль Гросс
- Людина з жабою (1929) - Анрі Валленкур
- Успадковані пристрасті (1929) - Генрі Буртін
- Празький Монте-Крісто (1929) - Фред Борн
- Джентльмени між собою (1929) - Хайнц Рюдігер
- Інцест (1929) - Мартін Холлман
- Гріх прекрасної жінки (1929) - Річард Кент
- Шлюб у біді (1929)- Манн
- Керрі (1930)
- Це трапляється кожен день (1930)
- Рандеву (1930) - Армандо
- Велика туга (1930) - камео
- Шлюб лише на ім’я (1930) - барон Ганс Велтен
- Різні моралі (1931) - Норман
- Життя у цирку (1931) - Моріні
- Шах та мат (1931) - Георг Голл
- Безрозсудна молодь (1931) - Ден О'Беннон
- 24 години з життя жінки (1931) - Сача Лоун
- Чоловіки навколо Люсі (1931) - Роберт
- Руки з темряви (1933)
- Певний містер Гран (1933) - П'єтро Броккардо, художник
- Якийсь містер Грант (1933) - Маріо Ланді
- Пригоди на Лідо (1933) - Леонард
- Мисливець з Курпфальца (1933) - Барон Ганс, його брат, книготорговець
- Чемпіон Понтрезіни (1934) - Пітер Тонані, скрипаль-віртуоз
- Скарлет Пернел (1934) - Арманд Сент-Юст
- Абдул Проклятий (1935) - Хасан Бей
- Віяло леді Віндермір (1935) - Лорд Віндермір
- Пробудження кохання (1936) - Роберт Лунд
- Звинувачувальна пісня (1936) - Детлеф Олмер
- Вікторія Велика (1937) - Принц Ернест
- Молленард (1938) - Фрезер
- Шістдесят славних років (1938) - принц Ернест
- Вся банда тут (1939) - Князь Хомовка
- Чорні очі (1939) - Рудин
- Пекельний вантаж (1939) - Лестайлер
- На віллі Роза (1940) - Містер Рікардо
- Пригоди Тарту (1943) - Інспектор Отто Фогель
- Свічки в Алжирі (1944) - Доктор Мюллер
- Пан Еммануїл (1944) - Брокенбург
- Лісабонська історія (1946) - Карл фон Шрінер
- Важко бути добрим (1948) - Камеровский (в титрих не вказаний)
- Золота саламандра (1950) - Серафим
- Державна таємниця (1950) - Генеральна Нива
- Моя донька Джой (1950) - Андреас
- Тінь орла (1950) - Князь Радзивілл
- Я отримаю тебе за це (1951) - Мюллер
- Без флагу (1951) - головний шпигун
- Венеційський птах (1952) - граф Борис
- Відчайдушний момент (1953) - Полковник Бертран, голландське консульство
- Зірка Індії  (1954) - Ван Хорст
- Зелена гвоздика (1954) - Франк Олсен
- Вистежте людину (1955) - Остін Мелфорд
- Люди Гамма (1956) - Боронски
- Сповідь Фелікса Круля (1957) - Лорд Кілмарнок
- Креветки (1958) - Ломбардо
- … і нічого, крім правди (1958) - Майкл Фабіан
- Серенада великого кохання (1959) - Доктор Бессарт
- Любіть зараз, платіть потім  (1959) - Александр Вольтикоф
- Коханий Августин (1960) - барон фон Гравенройт
- Пісня без кінця (1960) - Архієпископ
- Таємні шляхи (1961) - Янчі
- Наш будинок у Камеруні (1961) - Джон Лей
- Історії Рівери (1961) - Ніканос
- Лондонський підробник (1961) - Консул Стінзанд
- Дивовижний світ братів Грімм (1962) — священник
- Заповіт доктора Мабусе (1962) - професор Поланд
- Каїр (1963) - Кунчук
- Скотланд-Ярд полює на доктора Мабуса (1963) - професор Поланд
- 12 розгніваних чоловіків  (1963, міні серіал) - судья №6
- Смертельні барабани вздовж річки  (1963) -  доктор Шнайдер
- Кімната №13 (1964) - сер Марні
- Секрет доктора Мабусе (1964) - професор Поланд
- Лінія річки (1964) - Пьер
- Жертва №5 (1964) - Вексель
- Сьома жертва (1964) - Лорд Джон Мант
- Заморожений живим (1964) - Сер Кейт
- Обличчя Фу Манчу (1965) - Мюллер
- Чотири ключі (1966) - директор банку Роше
- Рахунок – подається охолодженим (1966) - Джон М.Кларк
- Жив був Грек (1966) - президент
- Мартін Солдат (1966) - генерал фон Хаффельратс
- Дні ненависті (1967) - Мерфі Алан Скотт
- Дівична з Ріо (1969) as Ennio Rossini (uncredited)
- Детективи (1969) - Крюгер
- Пепе - темпаніст (1969) - директор міністерства
- Диявол прийшов з Акасави (1971) - лорд Кінгслі
- Неуважний (1971) - Айзінгот
- Розлад і ранні муки  (1977)

## Зовнішні посилання
- Вальтер Рілла на сайті IMDb (англ.)
- Photographs and literature